# ブレイド・オブ・アルカナ
『ブレイド・オブ・アルカナ』 (Blade of Arcana) シリーズは、日本製のヒロイックファンタジーTRPG。作者は鈴吹太郎。発売元はエンターブレイン、サプリメントは主にゲーム・フィールドから発売。
2015年には第4版にあたる『ブレイド・オブ・アルカナ リインカーネイション』まで発売されている。
世界設定および執筆を担当していた司馬炳介の逝去により新展開や再起動が困難となり、2022年10月、本作に関するプロジェクトが凍結していることが告知された。その後、2023年1月にプロジェクトの再始動が発表された。。

## 概要
神話の上に成り立つ、夜空に星のない世界にある大陸の一地方「ハイデルランド」を舞台とするヒロイックファンタジーTRPG。プレイヤーキャラクターは「刻まれし者（エングレイヴド）」と呼ばれ、身体や装備品などに神々の欠片である聖痕（スティグマ。特殊な形をした痣）を持つ「聖痕者」として、運命に従い、時には抗い、時には切り開きながら、同じ「聖痕者」でありながら人間としての尊厳を失った「殺戮者（マローダー）」との終わりの見えない戦いを続ける。
同じ鈴吹太郎作品の『トーキョーN◎VA』が近未来を舞台とする「サイバーアクション」を標榜するのに対し、本作品は中世ヨーロッパをイメージさせる世界観での「英雄叙事詩」をテーマとしている。

## 世界設定

### 刻まれし者と殺戮者
聖痕者は「刻まれし者」と「殺戮者」に分かれる。
『ブレイド・オブ・アルカナ』の世界においては、聖痕は「口をきく者」と呼ばれる知的生命体（まれに動植物や物品）に顕現する。通常、聖痕は3つを1組として現れる。
聖痕者となった者は聖痕の解放を義務付けられるが、聖痕のもたらす力に溺れて解放を拒み、より多くの聖痕を求める者もいる。これが「殺戮者」である。これに対し、聖痕の導きに従って戦い、聖痕を解放する者を「刻まれし者」という。
ルール上では、PCは刻まれし者であり、殺戮者はNPCとなる。ただし、殺戮者や他の刻まれし者の死亡によって起こる聖痕の解放に立ち会った刻まれし者は、聖痕の解放に伴う回復を行なってもなおDPが0以下の場合、殺戮者となる。

### 奇跡と闇の鎖
聖痕者はその聖痕の持つ神々の力である「奇跡」を行使できる。奇跡は『ブレイド・オブ・アルカナ』におけるヒーローポイントであり、各キャラクターが使用できる必殺技でもある。奇跡は表向きになったタロットで表現される。
奇跡は各アルカナ毎に個別に設定されており、使用回数は有限（アルカナ1つにつき1シナリオ1回）だが、判定の必要なく発動し、何らかの行為一つが確実に成功する。奇跡に対抗できるのは、（GMの裁定を別とすれば）奇跡だけである。
奇跡はバトル効果とドラマ効果での発動とがある。両者の違いは、戦闘中に使うかそれ以外で使うかの差である。
奇跡を発動させると、刻まれし者は「闇の鎖」に束縛される。闇の鎖とはその名の通り刻まれし者を闇に引きずり込まんとする力だが、時に刻まれし者に希望を与えることもある。闇の鎖は刻まれし者が発動した奇跡を示すタロットで表現され、基本的に正位置であればDPが1点回復し、逆位置であれば1D10点のダメージを受ける。
アルカナごとの奇跡についての詳細はアルカナ一覧の項目を参照。

## システム
ゲームルールは版によって違いもあるが、現行ルールである第４版『ブレイド・オブ・アルカナ リインカーネイション』を基本に記述する。

### キャラクターメイキング
キャラクターの作成は、クラス制に属する。『ブレイド・オブ・アルカナ』のキャラクタークラスにあたるものは「アルカナ」と呼ばれており、これを3つ選ぶことでキャラクターの能力値や特技などが決定される（この時に同じアルカナを選んでも良い）。アルカナに関する詳細はアルカナ一覧の項目を参照。

### 行為判定
行為判定は下方判定に属する。20面体ダイスで行われ、複数個のダイスを振った場合はより結果の良いものを適用する。原則としてクリティカル値は1、ファンブル値は20だが、特技によって変動する場合がある
なお、ゲームに使用する物はこの他には10面体ダイスと大アルカナを用いる。10面体ダイスは主にダメージの増減、大アルカナは「闇の鎖」（後述）やゲームマスター (GM) による演出をサポートする「シーンタロット」として用いられる。全ての版を通して、ルールブックには専用（通常の大アルカナとしての使用も可能）の大アルカナが付属している。

### 能力値と副能力値
キャラクターの能力は体格 (Strength)、反射 (Reflexes)、共感 (Empathy)、知性 (Intelligence)、希望 (Hope) の5つの能力値と、生命力 (HP)、尊厳値 (DP)、行動値 (AP) の3つの副能力値で表現される。
能力値と副能力値との違いは、後者がゲーム中に様々な要因で変動する点にある。特に尊厳値はこのゲームの特徴とも言える数値で、刻まれし者の魂の尊厳性や人間らしさを表す。

## アルカナ一覧
『ブレイド・オブ・アルカナ』において他のゲームでのクラスに相当するのが「アルカナ」である。アルカナとは、唯一神アーが創造せし精霊「アルカエウス」の中でも特に大きな権限を持つ22の「光の使徒」を指す。聖痕は「大皆触」によって砕かれたアルカナの欠片に他ならない。
それぞれのアルカナは、特殊技能と前述の「奇跡」によって特徴付けられる。職業や社会的位置付け、習得している技術や能力、信念や生き方など多くのものを表す。
アルカナはタロットカードの大アルカナで表現されている。アルカナは大アルカナに対応した22種が存在する。キャラクター作成には、その中から重複を許される3つを選ぶ。またそのうちから「現在のアルカナ」、「過去のアルカナ」、「未来のアルカナ」を選ぶ。これらの組み合わせにより、人格・能力・物語上の立ち位置など多様なキャラクターメイキングを可能としている。
-.ウェントス (Ventus)
造物主の伝令。「エーテルの精霊」とも呼ばれる。漂泊する魂、旅人、芸人、吟遊詩人など。大アルカナでは「愚者」にあたる。
1.エフェクトス (Effectus)
始源の存在にして造物主が想像したものの材料。「力の術士」とも呼ばれる。元力（自然の力）使い。大アルカナでは「魔術師」にあたる。
2.クレアータ (Creata)
闇の鎖によって砕かれた未完成の使徒。「銀の星の司祭」とも呼ばれる。人工生命体などの、創られし者。大アルカナでは「女教皇」にあたる。
3.マーテル (Mater)
全ての救世主。「万能主の娘」とも呼ばれる。聖職者や司祭。大アルカナでは「女帝」にあたる。
4.コロナ (Corona)
全ての使徒の王。「暁の子」とも呼ばれる。貴族や王族などの領主。大アルカナでは「皇帝」にあたる。
5.フィニス (Finis)
造物主より全ての終焉までの観察者たることを課された使徒。「永遠なる神々の博士」とも呼ばれる。不死者。大アルカナでは「教皇」にあたる。
6.エルス (Erus)
一つの魂を共有する二つの身体を持つ使徒。「聖なる声の子ら」とも呼ばれる。伴侶持ち。あるいは動物使い。大アルカナでは「恋人」にあたる。
7.アダマス (Adamas)
造物主の左に立ち、その盾となる。「水の勢力の子」とも呼ばれる。騎士や守護者などの、不屈なる者達。大アルカナでは「戦車」にあたる。
8.アルドール (Ardor)
造物主の右に立ち、その剣となる。「燃え上がる剣の娘」とも呼ばれる。剣闘士、戦士、または傭兵。大アルカナでは「力」にあたる。
9.ファンタスマ (Phantasma)
言葉と名を創造した使徒。「光の声の魔術師」とも呼ばれる。幻術師や言霊使い。大アルカナでは「隠者」にあたる。
10.アクシス (Axis)
造物主の力、すなわち魔法を与えられ、用いた使徒。「生命の勢力の支配者」とも呼ばれる。魔術師。大アルカナでは「運命の輪」にあたる。
11.レクス (Lex)
法の守護者。「真理の支配者の娘」とも呼ばれる。賞金稼ぎや追っ手。大アルカナでは「正義」にあたる。
12.アクア (Aqua)
報いの使徒。「強大なる水の精霊」とも呼ばれる。武闘家、修行者、または求道家。大アルカナでは「吊された男」にあたる。
13.グラディウス (Gladius)
「唯一の絶対」たる死を司る使徒。「偉大なる変換者の子」とも呼ばれる。暗殺者や軽戦士。大アルカナでは「死神」にあたる。
14.アングルス (Angulus)
無限の善性。「調停者の娘」とも呼ばれる。純真無垢な存在。大アルカナでは「節制」にあたる。
15.ディアボルス (Diabolus)
アルカナたちの道具。「物質の門の支配者」とも呼ばれる。魔器使いや魔剣使い。大アルカナでは「悪魔」にあたる。
16.フルキフェル (Furcifer)
全ての生き物の雛形。「強大なる神の主の支配者」とも呼ばれる。エルフやウルフェンなどの、人外の者達。大アルカナでは「塔」にあたる。
17.ステラ (Stella)
全てのものの助けとなる使徒。「大空の娘」とも呼ばれる。英雄に付き添う者。あるいは英雄を導く者。大アルカナでは「星」にあたる。
18.ルナ (Luna)
夜を司り、また秘密と夢を守護する使徒。「流動と反流動の統治者」とも呼ばれる。盗賊や間者など、闇に潜む者達。大アルカナでは「月」にあたる。
19.デクストラ (Dextra)
昼を司り、また破壊と創造を司る使徒「世界の炎の支配者」とも呼ばれる。錬金術師などの技師。大アルカナでは「太陽」にあたる。
20.イグニス (Ignis)
創造主が罪人に送る審判者。「原初の炎の精霊」とも呼ばれる。弓兵などの射手。大アルカナでは「審判」にあたる。
21.オービス (Orbis)
時の支配者にして使徒たちの管理者。「時の夜の偉大なる者」とも呼ばれる。古代魔術の使い手。大アルカナでは「世界」にあたる。

## 書誌情報

### 1st Edition

#### 基本ルールブック
- 『ブレイド・オブ・アルカナ』 ISBN 4-7572-0521-X

1999年にアスペクト（現エンターブレイン）より発売。西方歴1060年が主な舞台となっている。

#### サプリメント
- 『ロード・オブ・グローリー』 ISBN 4-907792-02-6

リプレイを中心としたプレイガイドブック。追加データあり。ゲーム・フィールドより発売。
- 『ランド・オブ・ザ・ギルティ』（The 2nd Editionでも運用可） ISBN 4-907792-20-4

PCに特別な背景設定を与える「特殊因果律」を収録した大型サプリメント。異種族のPCを作るためのデータも追加。ゲーム・フィールドより発売。

### 2nd Edition

#### 基本ルールブック
- 『ブレイド・オブ・アルカナ The 2nd Edition』 ISBN 4-7577-0691-X

2001年にエンターブレインより発売。前作と同じく、西方歴1060年が主な舞台となっている。

#### サプリメント
- 『ロード・オブ・グローリー The 2nd Edition』 ISBN 4-907792-31-X

1st版『ロード・オブ・グローリー』の内容に、1st版『ランド・オブ・ザ・ギルティ』に掲載されている異種族PCのデータを2nd対応版にして追加したもの。ゲーム・フィールドより発売。
- 『メロディ・オブ・ミンストラル』 ISBN 4-907792-30-1

キャンペーンシナリオ集。ゲーム・フィールドより発売。
- 『チェインズ・オブ・フォーチュン』 ISBN 4-907792-54-9

1st版『ランド・オブ・ザ・ギルティ』の続編。読者投稿によって集められた新しい「特殊因果律」を追加したサプリメント。また、魔神のデータを掲載。ゲーム・フィールドより発売。
- 『スーパーシナリオサポート』 Vol.1 - Vol.22

シナリオ集。全部で22冊発行された。一冊ずつが22枚のアルカナのうち一枚をテーマにしており、2本のシナリオと追加データを掲載。ゲーム・フィールドより発売。

### 3rd Edition

#### 基本ルールブック
- 『ブレイド・オブ・アルカナ The 3rd Edition』 ISBN 4-7577-2734-8

2006年にエンターブレインより発売。西方歴1060～1070年が主な舞台となっている。

#### サプリメント
- 『ゲート・オブ・ザ・ブレイヴ』 ISBN 978-4-86224-008-8

サンプルキャラクター集。異種族のPCを作るためのデータの3rd対応版も掲載。ゲーム・フィールドより発売。
- 『ランド・オブ・ザ・ギルティ The 3rd Edition』 ISBN 978-4-86224-013-2

1st版『ランド・オブ・ザ・ギルティ』と2nd版『チェインズ・オブ・フォーチュン』を統合し再編集した「特殊因果律」サプリメント。ゲーム・フィールドより発売。
- 『サン・オブ・ダークネス』 ISBN 978-4-86224-019-4

1st版『ランド・オブ・ザ・ギルティ』に収録されていたシナリオフックを元にしたキャンペーンシナリオ集。ゲーム・フィールドより発売。
- 『スレイヤーズ・オブ・レッドドラゴン』 ISBN 978-4-04-726789-3

追加ルール「竜血」を導入するためのサプリメント。エンターブレインより発売。
- 『キング・オブ・ザ・ランド』 ISBN 978-4-04-728085-4

戦争ルールを導入する為のサプリメント。エンターブレインより発売。

#### リプレイ
- 『ハイデルランド英雄譚（テイルズ）』

ファミ通文庫にて発売。「ディングレイの魔核」（執筆：菊池たけし）と「まことの騎士」（執筆：稲葉義明）の二本のリプレイを収録。
- 『剣十字の騎士』 ISBN 978-4-7577-4740-1

エンターブレインからA5判書籍の形態にて発売。執筆は稲葉義明。連続性のある二本のリプレイと、シナリオを一本掲載。

### リインカーネイション

#### 基本ルールブック
- 『ブレイド・オブ・アルカナ リインカーネイション』 ISBN 978-4047306622

2015年にエンターブレインより発売。前作よりおよそ100年後、西方歴1166年が主な舞台となっている。

#### サプリメント
- 『グラウンド・オブ・ヴァラー』 ISBN 978-4-86224-139-9

主に異種族のPCを作成するためのルール・データを掲載している。既存の10種族の他に童人（バンビーノ）、蛇人（ラガルート）が追加された。また協調行動、奇跡変更、ペルソナ、悪徳と希望などの追加ルールを導入。ゲーム・フィールドより発売。
- 『クラウン・オブ・イビル』ISBN 978-4047341722

　 魔神の紹介と魔神の力“魔印”を使用できるようになるルール・データを掲載している。また、エルスの持つ“使い魔”を本体として遊べるようになる“守護神ルール”、“人造聖痕”による蘇る殺戮者などの追加ルールを導入。

#### リプレイ
- 『刻まれし者の詩』 ISBN 978-4047306639

エンターブレインからA5判書籍の形態にて発売。執筆は田中信二。連続性のある二本のリプレイを掲載。